# Histórias Assustadoras para Contar no Escuro
Scary Stories to Tell in the Dark (bra/prt: Histórias Assustadoras para Contar no Escuro) é um filme estadunidense do gênero terror, dirigido por  André Øvredal, com roteiro de Dan Hageman e Kevin Hageman baseado no livro infantil homônimo de Alvin Schwartz.

## Sinopse
Crianças se veem presas a seus piores pesadelos após pegarem um misterioso livro de história encontrado numa casa abandonada. Misteriosamente, todas as histórias do livro vão se tornando realidade, assombrando cada um.

## Elenco
- Zoe Margaret Colletti
- Michael Garza
- Gabriel Rush
- Gil Bellows
- Dean Norris
- Javier Botet
- Lorraine Toussaint
- Jane Moffat
- Austin Abrams
- Austin Zajur
- Natalie Ganzhorn

## Produção
Em 2013, a CBS Films adquiriu os direitos da série de livros infantis de Alvin Schwartz , Scary Stories to Tell in the Dark, da 1212 Entertainment, com a intenção de produzi-la como um potencial filme. Foi anunciado em 2014 que o escritor John August foi escolhido para escrever uma versão cinematográfica.
Em 14 de janeiro de 2016, foi anunciado que Guillermo del Toro desenvolveria o filme, além de possivelmente dirigir, e que ele também produziria junto com Sean Daniel ,Jason Brown e Elizabeth Grave, com produção executiva de Roberto Grande e Joshua Long. Em fevereiro de 2016, a CBS Films contratou os irmãos de roteiro Dan e Kevin Hageman para aprimorar o rascunho escrito em agosto. Em dezembro de 2017, foi relatado que André Øvredal iria dirigir o filme. Os Hagemans receberam o crédito final do roteiro, com del Toro, Patrick Melton e Marcus Dunstan recebendo crédito "história por". A fotografia principal começou em 27 de agosto de 2018 e terminou em 1 de novembro de 2018, em St. Thomas, Ontário.

## Lançamento
O filme foi lançado nos Estados Unidos em 9 de agosto de 2019 pela CBS Films via Lionsgate.
No Brasil, sua estreia aconteceu no dia 8 de agosto de 2019.

### Mídia doméstica
Scary Stories to Tell in the Dark foi lançado nos EUA em download digital pela Lionsgate Home Entertainment em 22 de outubro de 2019 e também em Blu-ray e DVD Ultra HD em 5 de novembro.

## Recepção

### Bilheteria
Arrecadou US$ 68,9 milhões nos Estados Unidos e Canadá e US$ 35,6 milhões em outros territórios, num total mundial de US$ 104,5 milhões.
Nos Estados Unidos e no Canadá, Scary Stories to Tell in the Dark foi lançado ao lado de The Kitchen ,Dora e a cidade perdida ,The Art of Racing in the Rain e Brian Banks, e foi projetado para arrecadar de US$ 15 milhões a 17 milhões em 3 mil salas em seu fim de semana de estreia. O filme faturou US$ 8,8 milhões em seu primeiro dia, incluindo US$ 2,33 milhões nas visualizações de quinta à noite. Ele estreou com US$ 20,8 milhões, terminando em segundo, atrás de Hobbs & Shaw. Ele caiu 52% em seu segundo final de semana para US$ 10,1 milhões, terminando em quinto.

### Resposta da crítica
O público consultado pelo CinemaScore deu ao filme uma nota média de "C" na escala A + a F, enquanto as do PostTrak concedeu uma média de 3 em 5 estrelas e 53% "recomendam definitivamente".
No Rotten Tomatoes tem uma nota favorável de 79/100 da crítica. O Metacritic deu ao filme uma pontuação média ponderada de 61 em 100, com base em 30 críticos, indicando "revisões geralmente favoráveis".
William Bibbiani, do Bloody Disgusting, escreveu que o filme "geralmente funciona muito bem por vários minutos sem fôlego de cada vez. Mas entre esses sustos excelentes há muito preenchimento, muitas tramas superficiais e muito desenvolvimento medíocre dos personagens." A Rolling Stone, deu ao filme três estrelas em cinco, comentando: "É tudo muito divertido e chocante, apesar de não ser tão explosivo que você nem percebe o quão genérico e desorganizado o empreendimento inteiro. sente... É uma pena que Histórias Assustadoras para Contar no Escuro serão vistas principalmente por finalistas de gênero cansados e por quarenta e poucos anos nostálgicos. Demográficos errados. Você deve aos seus filhos levá-los a isso."
O brasileiro Adoro Cinema deu 2,5/5 (regular) estrelas chamando o filme de "susto acanhado" e que tinha alguns problemas no roteiro, mas ainda diz que é "razoável de assistir". Neil Soans, do Times of India ,deu ao filme três estrelas em cinco, observando "O roteiro termina como uma confusão de idéias inexploradas na tela, em vez de uma narrativa coesa. No entanto, se você gosta de filmes de terror para monstros assustadores , você conseguirá um chute ou dois."

## Futuro
Em 23 de abril de 2020, foi anunciado que uma sequência do filme está oficialmente em desenvolvimento, com Øvredal retornando à direção e distribuição da Paramount Pictures (que absorveu a CBS Films como parte da re-fusão da Viacom /CBS ).